# 閔純
閔純（？—191年），字伯典，東漢末期的人物，韓馥別駕，在韓馥企圖讓冀州於袁紹時曾和耿武及李歷一同勸諫韓馥，認為韓馥可以利用軍糧把袁紹玩弄於股掌之間而不必寄人籬下，韓馥拒絕採納。在袁紹將來到冀州時，以刀杖抗拒袁紹而被袁紹命田豐殺害。
在小說《三國演義》中被更名為關純。